# Le Morne-Vert
Le Morne-Vert – miasto i gmina na Martynice (Departament zamorski Francji); 1862 mieszkańców (2007).